# Trabant

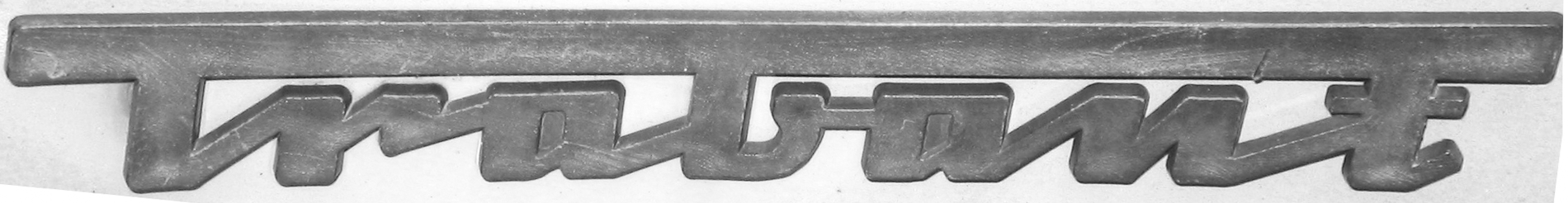
Het logo van Trabant

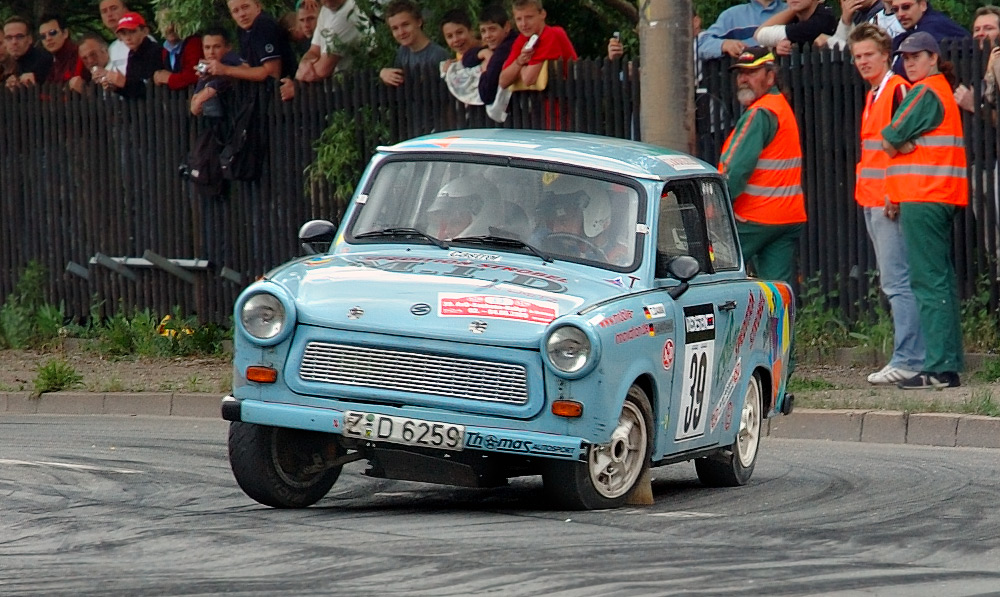
Een rally-versie van de Trabant 601

Trabant is de merknaam van een serie modellen uit de Oost-Duitse autofabriek VEB Sachsenring Automobilwerk Zwickau in Zwickau. De naam is in 1957 gekozen na een prijsvraag nadat de auto eerst slechts onder zijn typeaanduiding verkocht werd. De naam is erg toepasselijk: enerzijds betekent het zoveel als 'begeleider' of 'maatje': veel mensen beschouwden hun Trabant als deel van hun familie. Anderzijds verwijst de naam naar Erdtrabant, oftewel satelliet. De auto moest tonen dat de DDR meeging in de technologische vooruitgang die in 1957 in de Sovjet-Unie de eerste satelliet leverde.

## Geschiedenis

### Trabant P50

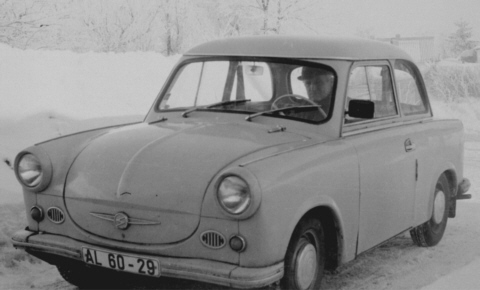
Trabant P50

De P50 kwam voort uit een prototype van de voormalige Audi-fabriek, inmiddels Automobilwerk Zwickau (AWZ) geheten, de P70. Die auto had een tweetaktmotor en voorwielaandrijving die nog voor de oorlog door DKW waren ontwikkeld, en reeds ten behoeve van de IFA F8 door AWZ in productie waren genomen. De P70 had een kunststof carrosserie en werd in kleine aantallen geproduceerd tot de eerste Trabant werd gepresenteerd, de Trabant P50.
Na de vorming van het Industrieverband Fahrzeugbau (IFA) en de fusie in 1958 van AWZ met de vroegere Horch-fabriek, werd het werk verdeeld over deze beide in Zwickau gevestigde fabrieken. De voormalige Horch-fabriek bouwde het chassis en de voormalige Audi-fabriek verzorgde de carrosserie en monteerde deze op het chassis. De gefuseerde fabrieken gingen verder onder de naam VEB Sachsenring Automobilwerke Zwickau.
De Trabant P50 werd aangedreven door een luchtgekoelde tweecilinder tweetakt-motor met 500 cc inhoud. De motor leverde 18 pk, goed voor een topsnelheid van ongeveer 95 km/u. Na een technische upgrade van de motor en toepassing van een volledig gesynchroniseerde versnellingsbak leverde hij 20 pk. Het P50-model was beschikbaar in standaarduitvoering en een tweekleurige luxe-uitvoering. Gedurende een korte periode was ook een driekleurige luxe-uitvoering beschikbaar.
Het binnendeel van de carrosserie was zelfdragend van metaal, maar de buitenzijde van de spatborden, portieren, dak, motorkap en kofferdeksel waren vervaardigd uit Duroplast, een kunststof die werd vervaardigd van katoenvezels gedrenkt in fenolhars. De Duroplast werd toegepast wegens een staaltekort als gevolg van een handelsembargo door het Westen, en een overschot aan katoenvezels uit de Sovjet-Unie. De fenolhars werd gewonnen uit bruinkool,  die in de DDR ruim voorhanden was.

### Trabant 600
In 1962 werd het P60-model gepresenteerd. Deze had een motor van 600 cc die 23 pk leverde. Afgezien van de sterkere motor en een nieuw dashboard, was deze vrijwel identiek aan zijn voorganger. Met het 600-model verschenen ook een combi-versie en een Kombi Camping met ligstoelen en een vouwdak.

### Trabant 601

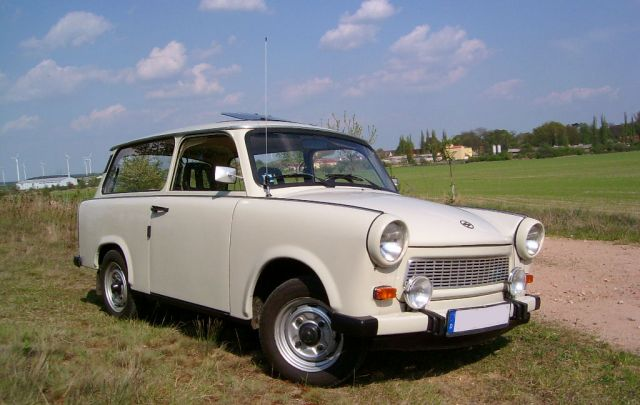
Trabant 601 S Universal

In 1964 werd de Trabant 601 gepresenteerd.  Dit model was beschikbaar als Limousine (sedan), Universal (combi), Kübel (Kübelwagen) en een civiele variant daarvan genaamd Tramp voor export naar o.a. Spanje en Griekenland.
In de jaren 1960 was de Trabant een tamelijk moderne auto. Van het begin tot het einde van de productie van de wagen werden er geleidelijk aan allerlei kleine verbeteringen aangebracht. De belangrijkste technische veranderingen waren een 26 pk-motor (1969), gescheiden remsysteem (1979), 12 volt-installatie (1982) en schroefveren achter in plaats van bladveren (1986). Dit waren echter dusdanig kleine verbeteringen dat Trabant de stand der techniek in het Westen niet bij kon houden. Er werden weliswaar nieuwere Trabants ontwikkeld maar de partijleiding vond het niet nodig de nieuwere modellen op de markt te brengen. Zo bleef het 601-model tot 1990 in productie.
Na de Wende leverde de firma Ostermann nog een ombouwset om de Trabant 601 te veranderen in een cabriolet.

### Trabant 1.1
Vanaf 1990 werden er nog ongeveer 40.000 exemplaren van de Trabant 1.1 gebouwd met de viertaktmotor van de Volkswagen Polo. De 1.1 was niet erg gewild omdat deze veel duurder was dan de tweetakt en men inmiddels liever auto's uit het Westen kocht. De 1.1 was nog steeds verouderd en kon niet concurreren met Westerse merken. De meeste 1.1's werden geëxporteerd naar Hongarije.
Op 30 april 1991 verliet de laatste Trabant de productielijn in Zwickau, na 33 productiejaren stond de teller op 3.096.099 exemplaren. Daarmee was Trabant ruimschoots het grootste automerk van de DDR. Wartburg, met een fabriek in Eisenach, haalde deze aantallen bij lange na niet maar concurreerde ook niet met de Trabant, het merk stond duidelijk op een hoger plan.

### Export

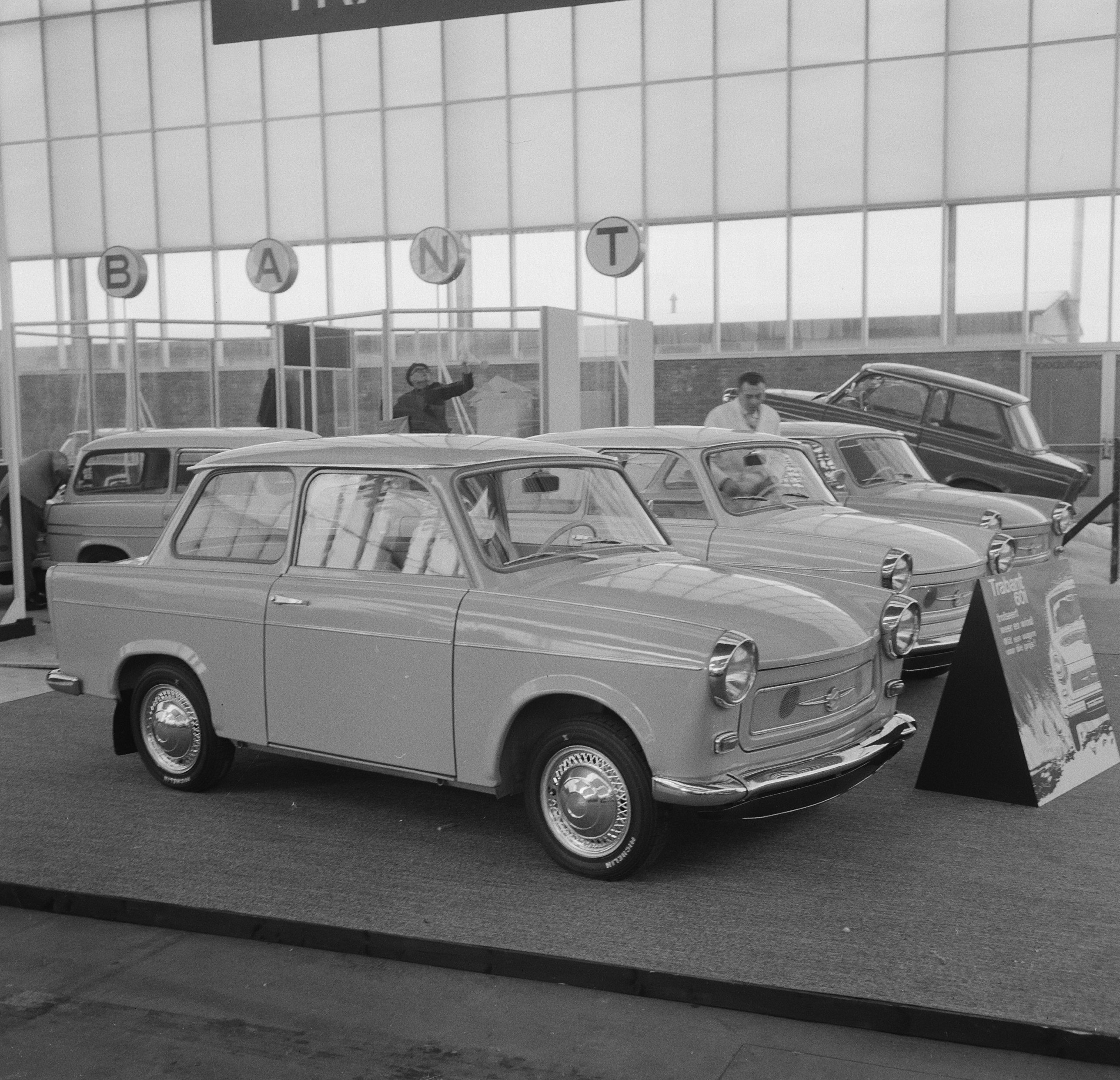
Trabant 601 op de AutoRAI 1965

Grote aantallen van de Trabant zijn geëxporteerd naar Polen, Tsjechoslowakije, Hongarije en Bulgarije. Naar West-Europese landen zoals Finland, Griekenland, Nederland, IJsland en Denemarken werd een kleiner aantal exemplaren geëxporteerd van de vroege jaren zestig tot het midden van de jaren tachtig. Trabants stonden in het Westen bekend als kwalitatief slechte auto's. In werkelijkheid was en is de Trabant echter een robuuste wagen met een vrijwel onverslijtbare techniek die door de eigenaar eenvoudig zelf te onderhouden en te repareren was.
De importeur in Nederland was aanvankelijk Van Hoek en zat in Ravenstein. Regelmatig arriveerden goederentreinen met tientallen wagons vol Trabants, die vervolgens werden overgebracht naar het vlakbij gelegen terrein van de importeur. Eind jaren zestig ging de import over in handen van De Binckhorst Auto & Motor Import in Den Haag. In 1969 kostte het 601-standaardmodel in Nederland 3795 gulden en het was daarmee een van de weinige auto's beneden de 4000 gulden, samen met de Fiat 500, de Jalta 3A3 en de Autobianchi 500 Quattroposti. De Trabant 601 Super de Luxe (met onder meer twee kleuren) werd in 1969 aangeboden voor 4195 gulden.
De Trabant was in West-Duitsland en Nederland goedkoper dan in Oost-Duitsland. De export was erg belangrijk om deviezen te verkrijgen. Vanwege strengere emissie-eisen werd de Trabant vanaf 1974 niet meer in Nederland ingevoerd.

### Herleving

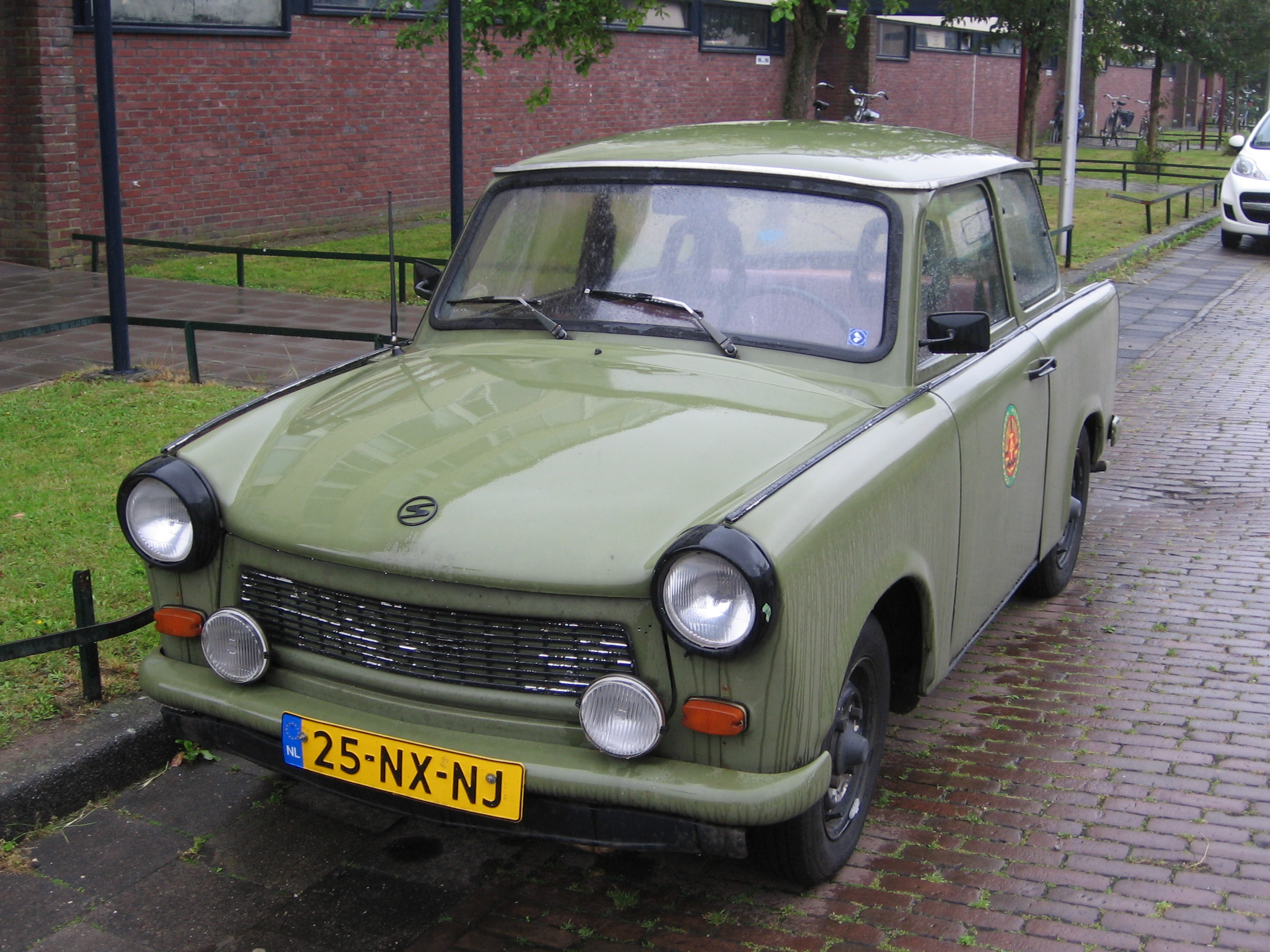
Trabant 601 S de luxe

De Trabant werd wereldberoemd toen de Berlijnse muur in 1989 viel. Lange karavanen van Trabants met Oost-Duitsers reden in de maanden nadat de muur viel de Duits-Duitse grens over, maar in de jaren die volgden verdwenen de Trabanten uit het straatbeeld toen westerse automerken beschikbaar kwamen voor de Oost-Duitse klanten.
Na de val van de Muur kreeg de Trabant een cultstatus als onderdeel van een bredere DDR-nostalgie. In 1991 verscheen een Trabant op de hoes van het muziekalbum Achtung Baby van de band U2. In Berlijn is het mogelijk stadsritten te maken in een vloot Trabants die door een gids langs toeristische locaties wordt geleid, de zogenaamde Trabi-Safari.
In Zwickau werd in juni 1998 een monument voor de Trabant opgericht, gemaakt door de kunstenaar Bertold Dietz. Het toont een verkleinde zandstenen Trabant en een halfhoge familie van brons, bestaande uit vader, moeder en dochter. Verschillende speelfilms zijn gericht op de Trabant, waaronder Trabbi goes to Hollywood, Go Trabi Go en Go Trabi Go 2 – Das war der wilde Osten.
Sinds enkele jaren is de Trabant een verzamelobject geworden. In plaats van tuning en pimpen vinden er steeds meer origineelgetrouwe restauraties plaats. In tegenstelling tot vergelijkbare cultwagens zoals de Volkswagen Kever, Citroën 2CV of Mini heeft de marktwaarde van de Trabant zich tot dusverre nauwelijks ontwikkeld.

## Hond
In de Duitse vertaling van de roman De reis naar de maan van Jules Verne heten de honden die meereizen Diana (naar de godin van de maan) en Trabant (oorspronkelijk Satellite). Trabant overleeft de start niet en zijn kadaver wordt overboord gegooid. Tot schrik van de bemanning begeleidt Trabant de ruimtecapsule op haar verdere reis.